# Columbia 200 1968
Columbia 200 1968 var ett stockcarlopp ingående i Nascar Grand National Series (nuvarande Nascar Cup Series) som kördes 18 april 1968 på den 0,5 mile (804,672 m) långa ovalbanan Columbia Speedway i Cayce, en förort till Columbia i South Carolina. Totalt avverkades 100 miles (160,934 km) fördelat på 200 varv. Banunderlaget var dirt. Loppet vanns av Bobby Isaac i en Dodge på tiden 1:24.05 körande för K&K Insurance Racing. Isaacs snitthastighet uppgick till 71,358 mph. Prispotten uppgick till 4 940 dollar, varav 1 100 dollar gick till segraren.

## Resultat
| Plc     | Nr | Förare            | Team/ bilägare           | Konstruktör | Start | Varv | Ledda varv |
| ------- | -- | ----------------- | ------------------------ | ----------- | ----- | ---- | ---------- |
| 1       | 37 | Bobby Isaac       | K&K Insurance Racing     | Dodge       | 6     | 200  | 186        |
| 2       | 6  | Charlie Glotzbach | Owens Racing             | Dodge       | 10    | 200  | 0          |
| 3       | 48 | James Hylton      | Hylton Engineering       | Dodge       | 3     | 200  | 0          |
| 4       | 3  | Buddy Baker       | Fox Racing               | Dodge       | 7     | 199  | 0          |
| 5       | 43 | Richard Petty     | Petty Enterprises        | Plymouth    | 1     | 198  | 14         |
| 6       | 4  | John Sears        | DeWitt Racing            | Ford        | 2     | 197  | 0          |
| 7       | 17 | David Pearson     | Holman Moody             | Ford        | 4     | 197  | 0          |
| 8       | 64 | Elmo Langley      | Langley-Woodfield Racing | Ford        | 13    | 196  | 0          |
| 9       | 56 | LeeRoy Yarbrough  | Lyle Stelter             | Ford        | 1     | 195  | 0          |
| 10      | 06 | Neil Castles      | Neil Castles             | Plymouth    | 9     | 191  | 0          |
| 11      | 20 | Clyde Lynn        | Negre Racing             | Ford        | 15    | 191  | 0          |
| 12      | 88 | Buck Baker        | Buck Baker Racing        | Oldsmobile  | 11    | 188  | 0          |
| 13      | 34 | Wendell Scott     | Scott Racing             | Ford        | 16    | 183  | 0          |
| 14      | 9  | Roy Tyner         | Roy Tyner                | Pontiac     | 18    | 180  | 0          |
| 15      | 25 | Jabe Thomas       | Robertson Racing         | Ford        | 14    | 176  | 0          |
| 16      | 19 | Henley Gray       | Gray Racing              | Ford        | 17    | 173  | 0          |
| 17      | 09 | Bill Vanderhoff   | Roy Tyner                | Chevrolet   | 23    | 78   | 0          |
| 18      | 45 | Bill Seifert      | Seifert Racing           | Ford        | 12    | 63   | 0          |
| 19      | 95 | Frog Fagan        | Gray Racing              | Ford        | 21    | 62   | 0          |
| 20      | 76 | Ben Arnold        | Don Culpepper            | Ford        | 22    | 56   | 0          |
| 21      | 31 | Paul Dean Holt    | Newman Long              | Ford        | 20    | 52   | 0          |
| 22      | 8  | Ed Negre          | Negre Racing             | Ford        | 19    | 51   | 0          |
| 23      | 02 | Bob Cooper        | Bob Cooper               | Chevrolet   | 8     | 42   | 0          |
| Källor: |    |                   |                          |             |       |      |            |